# Léopold Gernaey
Léopold Gernaey (Gistel, 25 febbraio 1927 – 4 agosto 2005) è stato un calciatore belga, di ruolo portiere.